# Junges Klangforum Mitte Europa
Junges Klangforum Mitte Europa (ang. Young Sound Forum of Central Europe) jest trójnarodową orkiestrą młodzieżową, w skład której wchodzą młodzi muzycy z Polski, Czech oraz Niemiec.

## Założenia
Celem Junges Klangforum Mitte Europa jest odkrywanie oraz kultywowanie bogactwa kulturowego Polski, Czech i Niemiec. Orkiestra gromadzi młode pokolenie muzyków trzech krajów, którzy koncertują w miejscach znamienitych dla historii ich ojczyzn.
Oprócz bogatego wyboru dzieł klasycznych Junges Klangforum Mitte Europa ma w swoim repertuarze muzykę współczesną kompozytorów rodzimych, którzy w czasach socjalizmu byli szykanowani, a ich twórczość nie mogła być podówczas wykonywana. Orkiestra dzięki wspólnemu wykonywaniu muzyki przyczynia się do pojednania oraz wzajemnego porozumienia Narodów: Polskiego, Czeskiego i Niemieckiego.

## Historia
Junges Klangforum Mitte Europa powstała w 2002 roku z inicjatywy dyrygenta Christopha Altstaedta oraz menadżera kultury Holgera Simona (na stanowisku kierowniczym 2002-2007). Zespół ten składał się początkowo z członków Młodzieżowej Orkiestry Federalnych Niemiec i występował pod nazwą „Junges Deutsches Klangforum." Po projekcie w czeskim Terezínie, realizowanym wraz z młodymi czeskimi muzykami, zrodziła się myśl dalszej współpracy. Do poparcia oraz realizacji tej idei przyczynił się Richard von Weizsäcker. Od tej pory Orkiestra nosi nazwę Junges Klangforum Mitte Europa.
Patronami Orkiestry Junges Klangforum Mitte Europa, są Richard von Weizsäcker, Lech Wałęsa i Václav Havel, jako przedstawiciele każdego z państw członkowskich.
Za muzyczne dokonania oraz zaangażowanie w kwestii porozumienia między narodami Junges Klangforum Mitte Europa została uhonorowana nagrodą Praemium Imperiale 2004, Nagrodą Marion Dönhoff w 2005 roku oraz nagrodą Europejskiej Orkiestry Młodzieżowej 2006 roku.
Dyrektorem artystycznym orkiestry jest Christoph Altstaedt. Junges Klangforum Mitte Europa podczas różnych projektów współpracowała z wieloma dyrygentami światowej renomy, między nimi z Krzysztofem Pendereckim, Sebastianem Weigle oraz Muhai Tangiem. Orkiestra Junges Klangforum Mitte Europa koncertuje w wielu miastach europejskich oraz Japonii.